# Jean-Baptiste-Marie Champion de Cicé
Jean-Baptiste-Marie Champion de Cicé (Rennes, 10 febbraio 1725 – Halberstadt, 16 agosto 1805) è stato un vescovo cattolico francese.
È stato vescovo di Troyes e successivamente vescovo di Auxerre.

## Biografia
Di nobile famiglia bretone, intraprese la carriera ecclesiastica e conseguì un dottorato in teologia a Parigi.
Fu vicario generale dell'arcivescovo di Bourges, il cardinale Frédéric-Jérôme de La Rochefoucauld, e nel 1746 ebbe in commenda l'abbazia di Landévennec.
Eletto vescovo di Troyes, fu consacrato il 3 settembre 1758 a Roma da papa Clemente XIII. Nel 1761 fu trasferito alla sede di Auxerre, ma la sua nomina non fu accolta positivamente dal clero diocesano, di tendenze gianseniste.
Fu eletto deputato del clero del baliaggio di Auxerre agli Stati generali del 1789. Cicé difese ostinatamente i privilegi del suo ordine e si espresse contro la Dichiarazione dei diritti dell'uomo e del cittadino.
Nel 1790 le autorità rivoluzionarie decretarono l'unione di tutte le parrocchie della Yonne sotto la giurisdizione di un unico vescovo residente a Sens, sopprimendo di fatto la diocesi di Auxerre; i sacerdoti e i religiosi della diocesi aderirono in massima parte alla Costituzione civile del clero e nel 1792 Cicé emigrò in Germania.
Nonostante l'ordine di papa Pio VII, Cicé rifiutò di rinunciare al titolo di vescovo di Auxerre anche dopo il concordato del 1801 che confermava l'unione della diocesi di Auxerre a quella di Sens.
Morì esule nel convento francescano di Halberstadt nel 1805.

## Genealogia episcopale
La genealogia episcopale è:
- Cardinale Scipione Rebiba
- Cardinale Giulio Antonio Santori
- Cardinale Girolamo Bernerio, O.P.
- Arcivescovo Galeazzo Sanvitale
- Cardinale Ludovico Ludovisi
- Cardinale Luigi Caetani
- Cardinale Ulderico Carpegna
- Cardinale Paluzzo Paluzzi Altieri degli Albertoni
- Papa Benedetto XIII
- Papa Benedetto XIV
- Papa Clemente XIII
- Vescovo Jean-Baptiste-Marie Champion de Cicé